# کوگار تاون
کوگار تاون (انگلیسی: Cougar Town) یک مجموعه تلویزیونی کمدی موقعیت آمریکایی است که از ۲۳ سپتامبر ۲۰۰۹ تا ۳۱ مارس ۲۰۱۵ متشکل از ۱۰۲ قسمت در شش فصل پخش شد. سه فصل اول این مجموعه از شبکه ای‌بی‌سی پخش شد و سپس سه فصل باقی مانده در تی‌بی‌اس پخش شد.